# Order Pouono
Order Pouono (tongański Ko e Fakalangilangi ‘o Pouono, skr. KGCCP) – tongański order ustanowiony w 1893 przez króla Jerzego Tupou II. Przyznawany w jednej klasie. Zarezerwowany dla panującego monarchy i głów obcych państw.